# Aptychodon
Aptychodon (que significa "dientes sin arrugas") es un género extinto de plesiosaurios pertenecientes al Cretácico encontrado en lo que hoy es República Checa. El género fue nombrado por Reuss en 1855.